# Alexander Bannerman Warburton
Pour les articles homonymes, voir Bannerman et Warburton.
Alexander Bannerman Warburton (né le 5 avril 1852 à Summerside, décédé le 14 janvier 1929) était un homme politique canadien qui fut premier ministre de la province de l'Île-du-Prince-Édouard de 1897 à 1898.